# 12號國道 (南非)
12號國道（N12）是南非一條幹線公路，東北起自威特班克，向西南斜貫南中西部，經约翰内斯堡 、金伯利、西博福特至喬治止。該公路全長1,342公里。